# Юлиус Найдхард фон Мьорзберг
Юлиус Найдхард фон Мьорзберг (на немски: Julius Neidhardt von Mörsberg; † 1642) е австрийски фрайхер, от 1632 г. граф на Мьорзберг, имперски дворцов съветник, кемерер и хауптман на „лайбтрабантен“, таен съветник и главен дворцов майстер за Щирия, 1632 г. вице-щатхатер на Щирия.

## Произход и брак
Той е син на Йохан Фридрих фон Мьорзберг и съпругата му Лукреция Щомел фон Глайберг.
Юлиус Найдхард се жени на 3 февруари 1626 г. за графиня Мария Сидония фон Егенберг († пр. 15 януари 1650, Грац), дъщеря на княз Ханс Улрих фон Егенберг (1568 – 1634) и фрайин Мария Сидония фон Танхаузен († 1614), дъщеря на фрайхер Конрад фон Танхаузен (1519 – 1601) и Доротея фон Тойфенбах († 1595). Бракът е бездетен.